# Asian Wings Airways
Asian Wings Airlines авіакомпанія М'янми зі штаб-квартирою в Янгоні, що працює у сфері регулярних пасажирських перевезень на внутрішніх маршрутах. Портом приписки авіакомпанії і її головним транзитним вузлом (хабом) є міжнародний аеропорт Янгон.

## Загальні відомості
Авіакомпанія була заснована на початку 2011 року і початку операційну діяльність 27 січня того ж року. У 2015 році Asian Wings Airways експлуатувала три літака ATR 72-500 з салонами на 70 пасажирських місць кожен і один лайнер Airbus A321-100, пропонуючи регулярні рейси на основних туристичних маршрутах всередині країни.
Власником Asian Wings Airways є туристична компанія «Sun Far Travels and Tours Company, Limited».
У 2013 році один з найбільших японських авіаперевізників All Nippon Airways оголосив про наміри придбати 49 % власності Asian Wings Airways за 3 мільярда японських єн, однак у наступному році компанія повідомила про негативне рішення ради директорів корпорації по угоді у зв'язку з «сильною конкуренцією на ринку авіаперевезень».

## Маршрутна мережа
- М'янма
  - Баган — аеропорт Ніяунг-У
  - Хайхо — аеропорт Хайхо
  - Мандалай — міжнародний аеропорт Мандалай
  - Нейп'їдо — міжнародний аеропорт Нейп'їдо
  - Тавой — аеропорт Тавой
  - Кодаун — аеропорт Кодаун
  - Сітуе — аеропорт Сітуе
  - Тачхілуа — аеропорт Тачхілуа
  - Ченгтун — аеропорт Ченгтун
  - Лашо — аеропорт Лашо
  - Моун'юа — аеропорт Моун'юа
  - Хомалін — аеропорт Хомалін
  - Тандуе — аеропорт Тандуе
  - Янгон — міжнародний аеропорт Янгон — хаб